# Rijksstad Munster

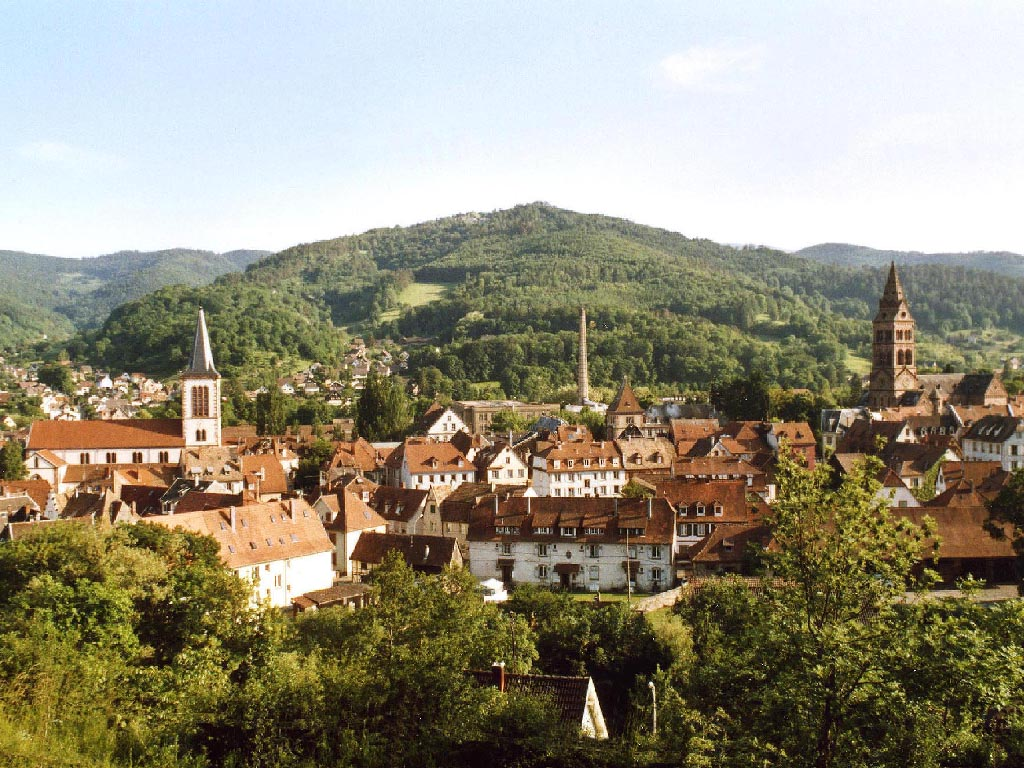
Munster

Munster (Duits: Münster) was een tot de Boven-Rijnse Kreits behorende rijksstad binnen het Heilige Roomse Rijk.
Het gebied van Munster in de Elzas behoorde oorspronkelijk tot het abdijvorstendom Munster. De stad werd in toenemende mate onafhankelijk van de abt. In 1354 kreeg Munster het stadsrecht van Colmar, wat in 1354 door keizer Karel IV werd bevestigd. Tot het stedelijk gebied behoorden negen gemeenten in het Munsterdal, waarvan de bewoners stadsrechten hadden. De stad sloot zich in 1354 aan bij de Tienstedenbond, wat haar positie tegen de aanspraken van de abdij versterkte.
Het Verdrag van Münster (in Westfalen) van 1648 leverde de stad een onduidelijke status op: enerzijds gaf paragraaf 73 de landvoogdij Haguenau met de daarbij horende rechten over de stad aan Frankrijk, anderzijds verplichtte Frankrijk zich in paragraaf 87 om de rijksvrije status van de stad te respecteren. In 1674 bezette Lodewijk XIV van Frankrijk echter de rijksstad. Vervolgens werd de stad in het kader van de reunionspolitiek in 1680 door Frankrijk geannexeerd. In de Vrede van Rijswijk van 1697 erkenden de Europese mogendheden de inlijving van de rijksstad.